# 小行星8330
小行星8330（8330 Fitzroy）是一颗绕太阳运转的小行星，为主小行星带小行星。该小行星于1982年3月28日发现。

## 轨道参数
小行星8330的轨道半长轴为3.1722830 UA，离心率为0.109。